# Isola di Newton
L'isola di Newton (in russo Остров Ньютона, ostrov Njutona) è una piccola isola russa che fa parte dell'arcipelago della Terra di Francesco Giuseppe, nell'Oceano Artico. Amministrativamente fa parte dell'oblast' di Arcangelo.
L'isola si trova a 12 km da capo Cecil Harmsworth, il punto più meridionale dell'isola di Hooker. Ha una forma allungata, misura circa 2,5 km di lunghezza ed ha un'altezza massima di 21 m. L'isola è libera dal ghiaccio e nella parte nord si trova un piccolo lago.
L'isola di Newton è stata così chiamata in onore di Alfred Newton.